# Prairie des Contes de Fées de Yalta
La prairie des Contes de Fées de Yalta (en russe : Поляна сказок et en ukrainien : Галявина казок) est une institution culturelle privée en Crimée. Il comprend un parc d'attraction, un zoo dans un vallon boisé au-dessus de la ville de Yalta.

## Historique
Pavel Pavlovitch Bezroukov, entrepreneur russe du pétrole s'installe à cet endroit,au pied du rocher Stavri-Kaya, en 1923. Dans les années 1960, il aménage ce vallon en y construisant une maison de Baba Yaga, puis La Bulle, la Paille et le Lapot, conte populaire d'Alexandre Afanassiev, c'est le début du musée.

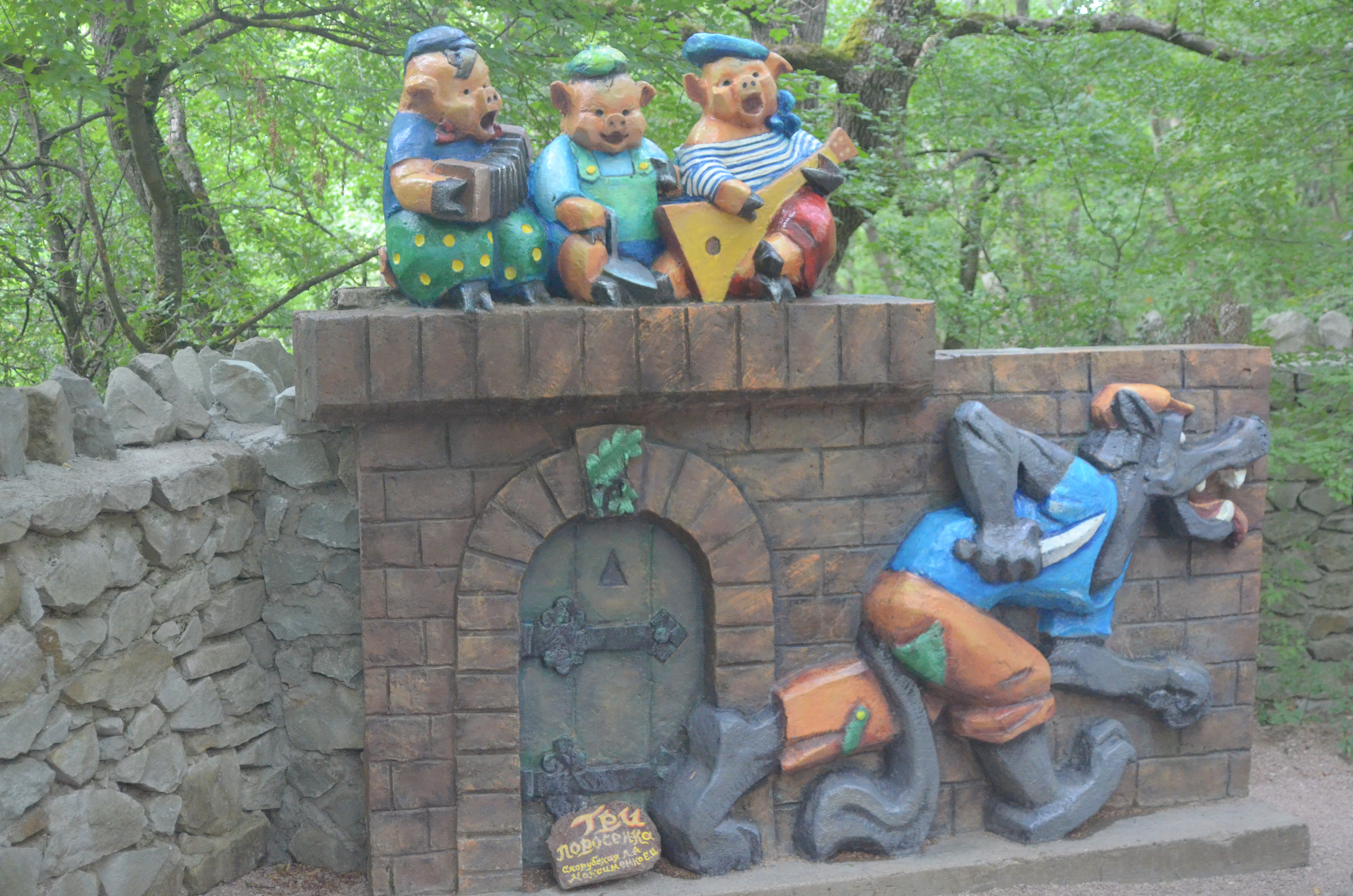
Trois petits cochons.
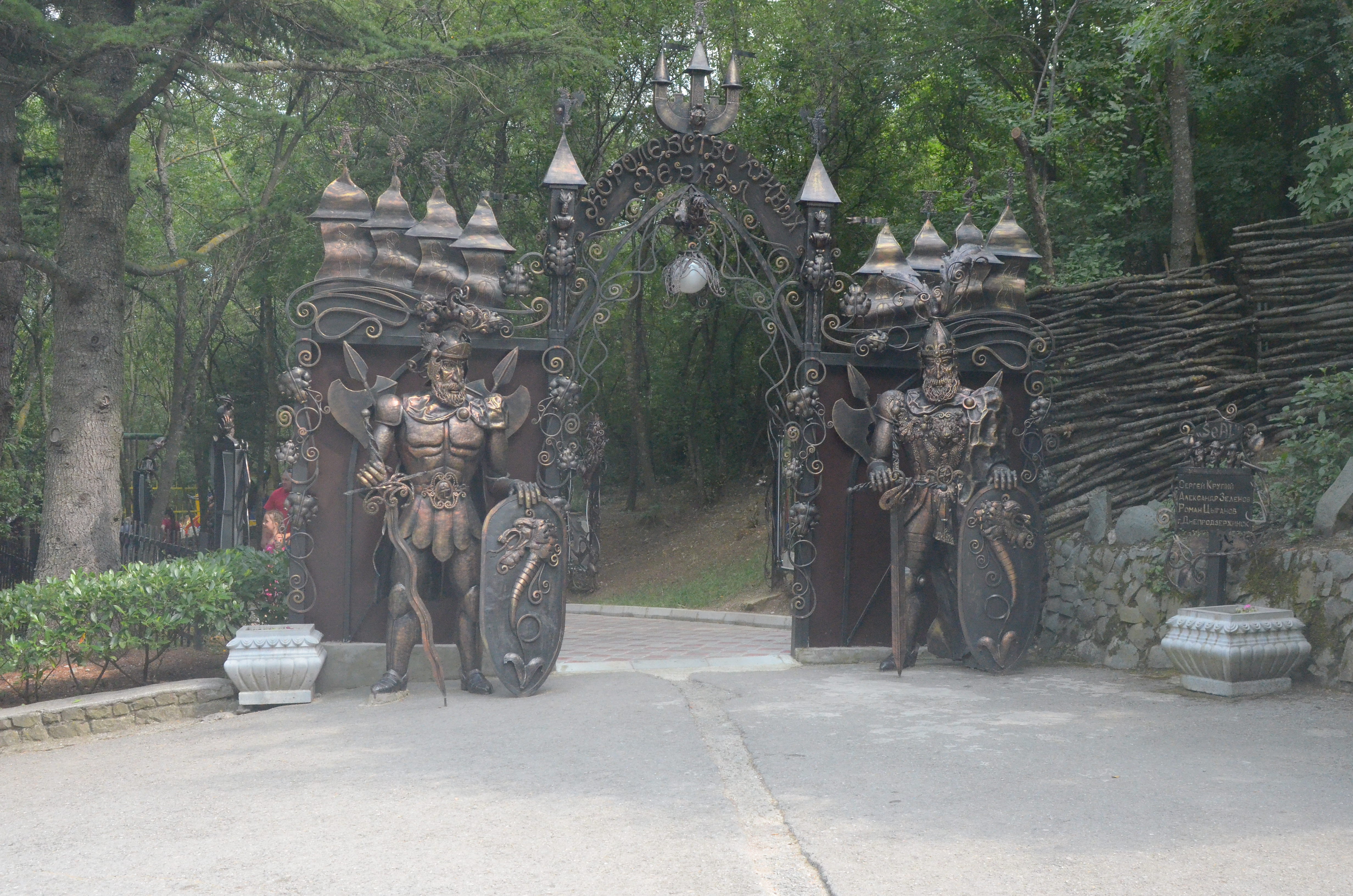
Les gardiens de la porte,
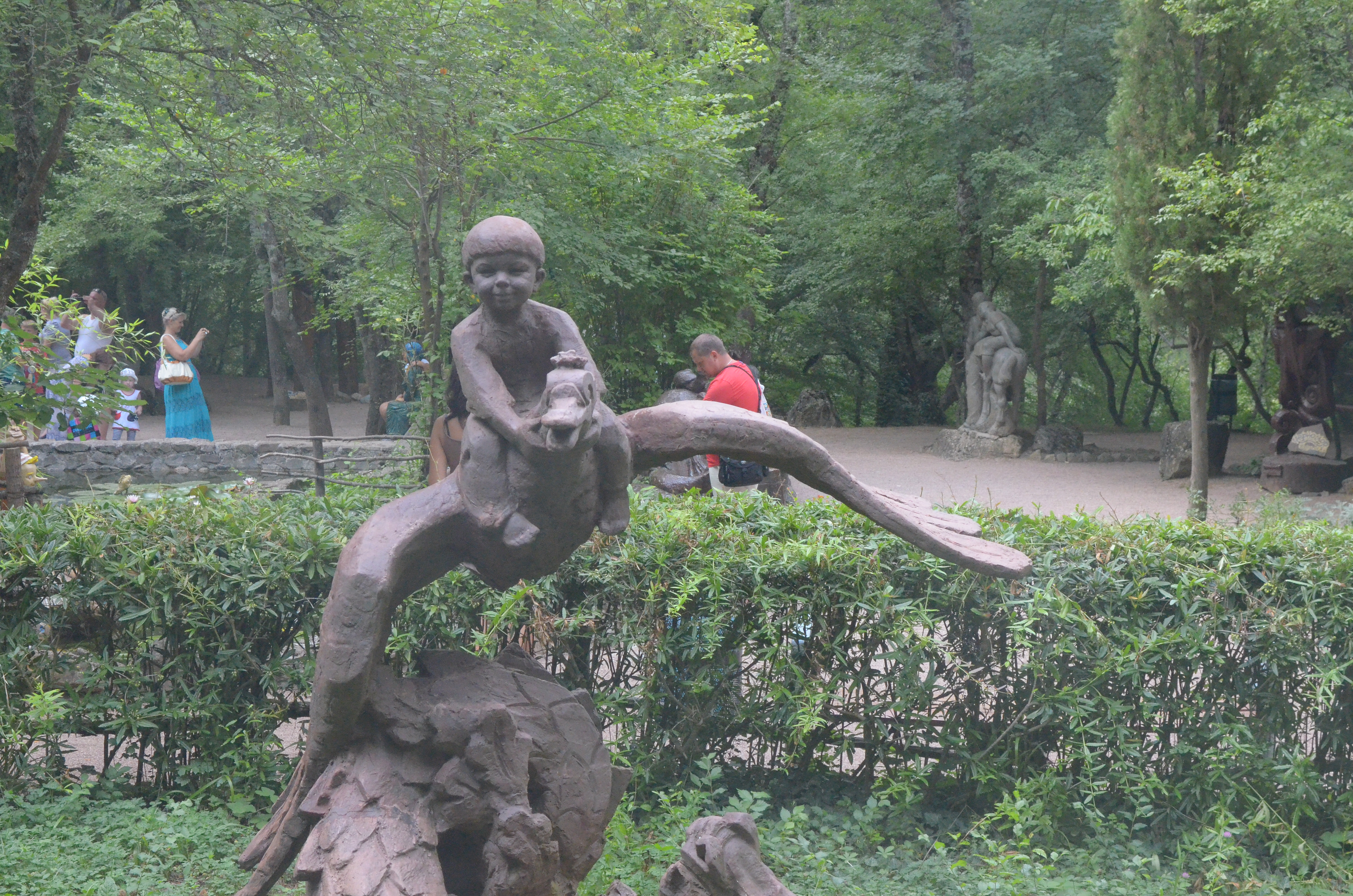
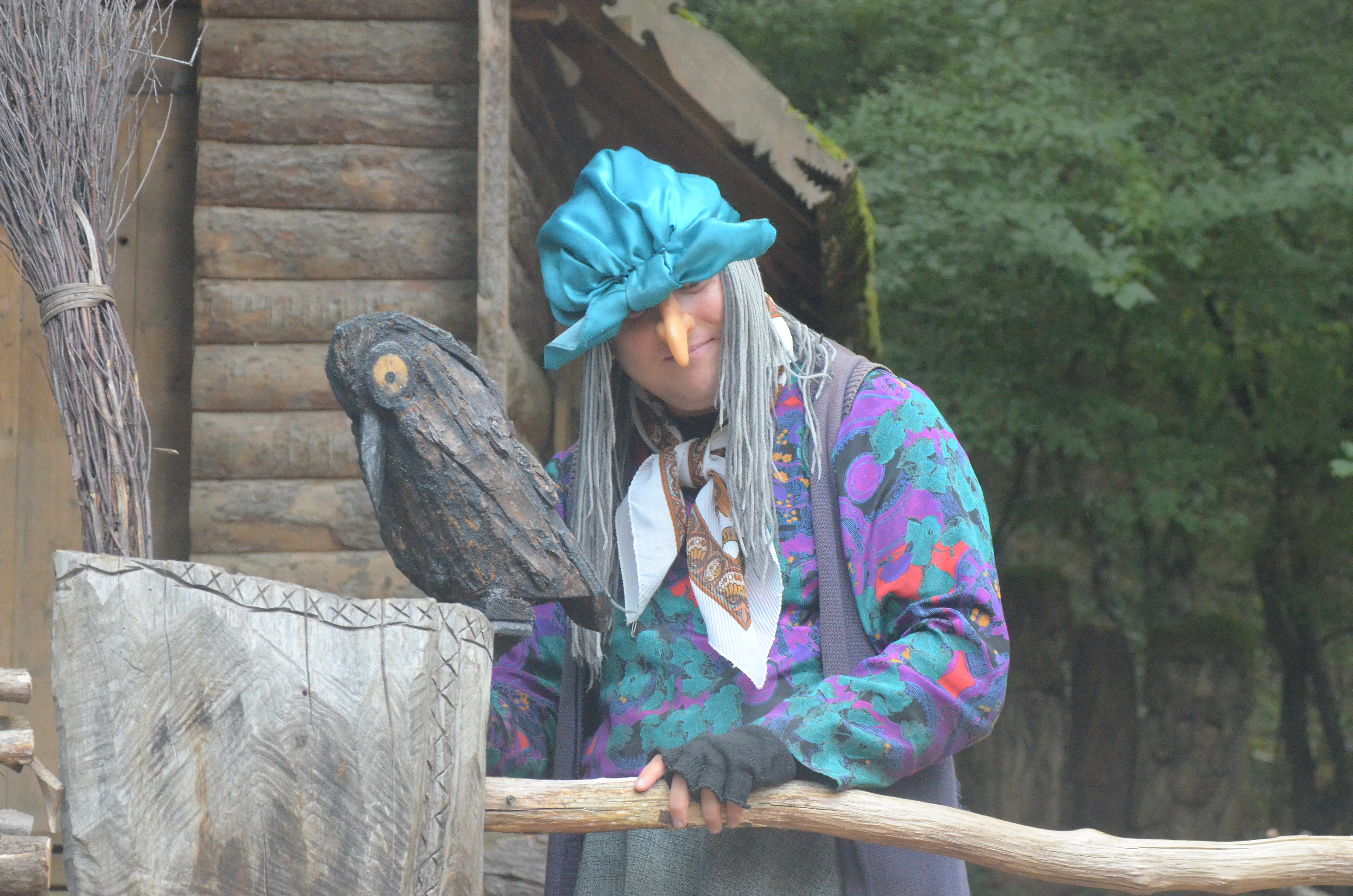
animation par Baba Yaga,
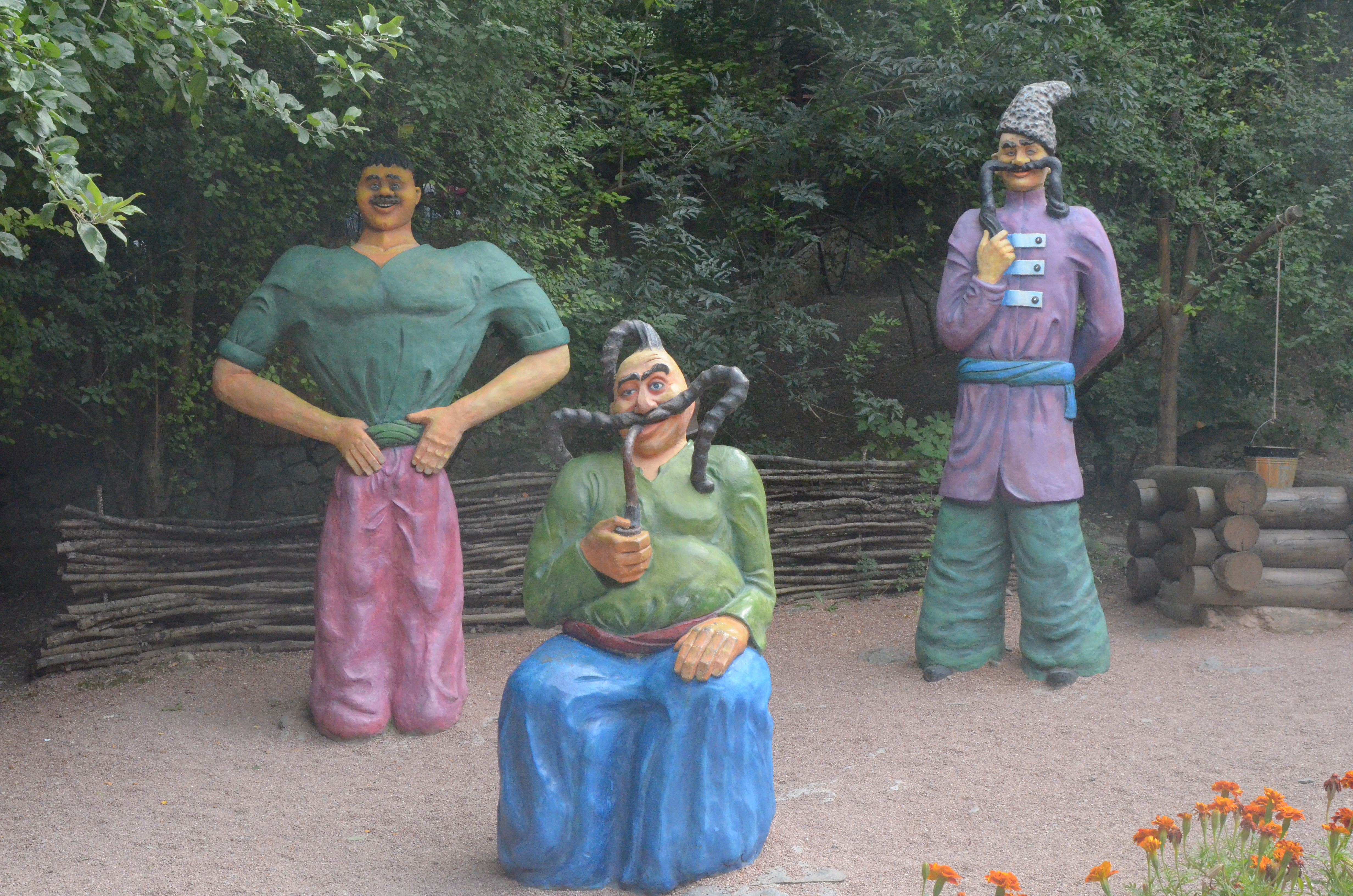
Cosaques.